# Col de Dukla
Le col de Dukla (en slovaque : Dukliansky priesmyk, en polonais : Przełęcz Dukielska, en hongrois : Duklai-hágó, en tchèque : Dukelský průsmyk), nommé d'après la ville de Dukla, est un col de montagne stratégiquement significatif dans les monts Laborec (en) des Carpates orientales, à la frontière entre la Pologne et la Slovaquie et à près de 70 km de la frontière occidentale de l'Ukraine.

## Histoire
Au XVIIe siècle, c'était le repaire d'un bandit et héros populaire, Andrij Savka (en).
En 1849, une armée russe traverse le col pour aller réprimer l'insurrection hongroise.
Pendant l'hiver 1914-1915, le col est disputé entre Austro-Hongrois et Russes pendant la bataille des Carpates.
En septembre-octobre 1944, la bataille du col de Dukla oppose les forces allemandes et hongroises à l'Armée rouge.

## Installations
On trouve au col de Dukla un mémorial haut de 28 m (pyramide en pierre calcaire) construit en 1949 et le cimetière des membres du 1er corps d'armée tchécoslovaque. Le cimetière militaire regroupe 565 membres de ce corps d'armée décédés lors de la bataille. Sur la frontière polono-slovaque, une tour de guet, haute de 52 m, a été construite en 1974 permettant d'embrasser le champ de bataille.